# Іст-Аркадія (Північна Кароліна)
Іст-Аркадія (англ. East Arcadia) — місто (англ. town) в США, в окрузі Блейден штату Північна Кароліна. Населення — 418 осіб (2020).

## Географія
Іст-Аркадія розташований за координатами 34°22′54″ пн. ш. 78°19′25″ зх. д. / 34.38167° пн. ш. 78.32361° зх. д. (34.381720, -78.323507).  За даними Бюро перепису населення США в 2010 році місто мало площу 5,65 км², уся площа — суходіл.

## Демографія
Згідно з переписом 2010 року, у місті мешкало 487 осіб у 190 домогосподарствах у складі 131 родини. Густота населення становила 86 осіб/км².  Було 214 помешкання (38/км²).
Расовий склад населення:
| - 90,1 % — чорних або афроамериканців - 4,3 % — білих - 2,1 % — корінних американців |

До двох чи більше рас належало 3,5 %. Частка іспаномовних становила 1,8 % від усіх жителів.
За віковим діапазоном населення розподілялося таким чином: 27,5 % — особи молодші 18 років, 58,9 % — особи у віці 18—64 років, 13,6 % — особи у віці 65 років та старші. Медіана віку мешканця становила 38,1 року. На 100 осіб жіночої статі у місті припадало 82,4 чоловіків;  на 100 жінок у віці від 18 років та старших — 71,4 чоловіків також старших 18 років.
Середній дохід на одне домашнє господарство  становив 32 683 долари США (медіана — 22 917), а середній дохід на одну сім'ю — 38 787 доларів (медіана — 28 438). За межею бідності перебувало 30,8 % осіб, у тому числі 37,5 % дітей у віці до 18 років та 23,7 % осіб у віці 65 років та старших.
Цивільне працевлаштоване населення становило 140 осіб. Основні галузі зайнятості: освіта, охорона здоров'я та соціальна допомога — 25,7 %, виробництво — 21,4 %, роздрібна торгівля — 20,7 %.